# Cities XXL
Cities XXL é um jogo de simulação, ao qual o jogador constrói e administra um cidade, desenvolvido pela Focus Home Interactive é uma sequência direta do jogo Cities XL Platinum. Ele foi lançado mundialmente através da Steam em 05 de fevereiro de 2015. O jogo permite aos jogadores projetar, construir e administrar cidades. O Jogo recebeu várias críticas negativas por não trazer novos recursos e por apresentar problemas de desempenhos, estes até hoje ainda não foram corrigidos.

## Jogabilidade

### Zoneamento
O jogo oferece três tipos de áreas para construções, as zonas: residencial, comercial e industrial, cada uma delas possui diferentes tipos de densidade. Os lotes residenciais vão além e expande essa divisão ainda em quatro classes sociais: trabalhadores sem qualificação; trabalhadores com qualificação; executivos e elites. Depois de designar os lotes de construção, os jogadores definirão qual classe residencial irá viver ali. A classe social escolhida para o lote não poderá ser modificada pela simulação.
Para criar lotes de construção, os jogadores devem zonear uma área do mapa que, após a confirmação, individualmente irão serem construídas pelas jogo. Os jogadores podem também construir lotes individualmente.

### Transporte
Cities XXL permite aos jogadores construir uma rede rodoviária através de uma variedade de tipos de ruas e estradas, permite ainda uma variedade de diferentes tipos de curvaturas e ângulos. Pontes e túneis também fazem parte do simulador. Outras opções de transportes são ônibus, trens e metros.

## Recepção
Cities XXL recebeu várias críticas negativas da mídia especializada, devido ser literalmente idêntico ao seu predecessor, Cities XL.
Recebeu um total de 47/100 no Metacritic, sendo considerado um jogo ruim.
Mas há pessoas que recomendem o jogo especialmente para as pessoas que não jogaram o jogo anterior (Cities XL).

## Requisitos do Sistema
- Sistema Operacional: Windows Vista, 7, 8 e 10
- Processador: Dual Core, 2.5GHz
- Memória RAM: 3078 MB
- Placa de vídeo: nVidia GeForce GTX 260 / ATI Radeon HD 5670 (768MB)
- Placa de som: Compatível com DirectX
- DirectX: 9.0c
- Espaço livre em disco: 8GB
- Nota Adicional: Windows XP NÃO é suportado.

## Referencias
1. Cities XXL". Steam. Retrieved January 30, 2015.
2. Younger, Paul (February 6, 2015). "Cities XXL players very unhappy with new Focus release". IncGamers. Retrieved February 7, 2015.
3. Cities XXL". GameRankings. Retrieved 2016-01-20.
4. Cities XXL". Metacritic. Retrieved 2016-01-20.